# マシュー・ヒーリー
マシュー・ティモシー・ヒーリー（1989年4月8日 - ）は、イギリスのシンガーソングライター、レコードプロデューサーであり、ポップロックバンド「The 1975」のリードボーカル兼主要ソングライター。
彼は、その作詞センス、音楽的折衷主義、パフォーマンスアートとして特徴づけられる挑発的なステージ上のペルソナ、そしてインディーズポップミュージックへの影響で知られている。

## 経歴
ロンドンで生まれ、主にチェシャーの村アルダリー・エッジで育ったヒーリーは、2002年にウィルムスロー高校の同級生たちとザ・1975を結成。インディーズレコードレーベルのダーティ・ヒットと契約した後、バンドは4枚のEPをリリースし、2013年にセルフタイトルのスタジオアルバムをリリース。その後、『I Like It When You Sleep, for You Are So Beautiful yet So Unaware of It』（2016年）、『A Brief Inquiry into Online Relationships』（2018年）、『Notes on a Conditional Form』（2020年）、『Being Funny in a Foreign Language』（2022年）をリリース。スタジオアルバムはいずれもUKアルバムチャートで1位を獲得し、ビルボード200にランクインし、批評家から高い評価を得て、数多くの出版物の年末および10年間のリストに登場した。 
LGBTQの権利と気候変動緩和を声高に訴えるヒーリーの歌とパフォーマンスは、インターネット文化、男らしさ、社会的・政治的環境、そして自身の私生活や人間関係といったテーマも扱っている。彼はローリングストーン誌から「ミレニアル世代のスポークスマン」、ピッチフォーク誌から「ポップロック界の恐るべき子供」、NPR誌から「抜け目なく成功した不良少年」、スラントマガジン誌から「挑発の達人」、NME誌から「因習打破者」と評されている。
ヒーリーはブリット・アワードを4回、ソングライター・オブ・ザ・イヤーを含むアイヴァー・ノヴェロ賞を2回受賞しており、マーキュリー賞とグラミー賞にも2度ノミネートされている。